# Théâtre Max-Jacob
Le théâtre Max-Jacob, est un théâtre public de Quimper, en France, inauguré en 1904. Il est inscrit au titre des monuments historiques depuis le 27 août 1997.

## Historique

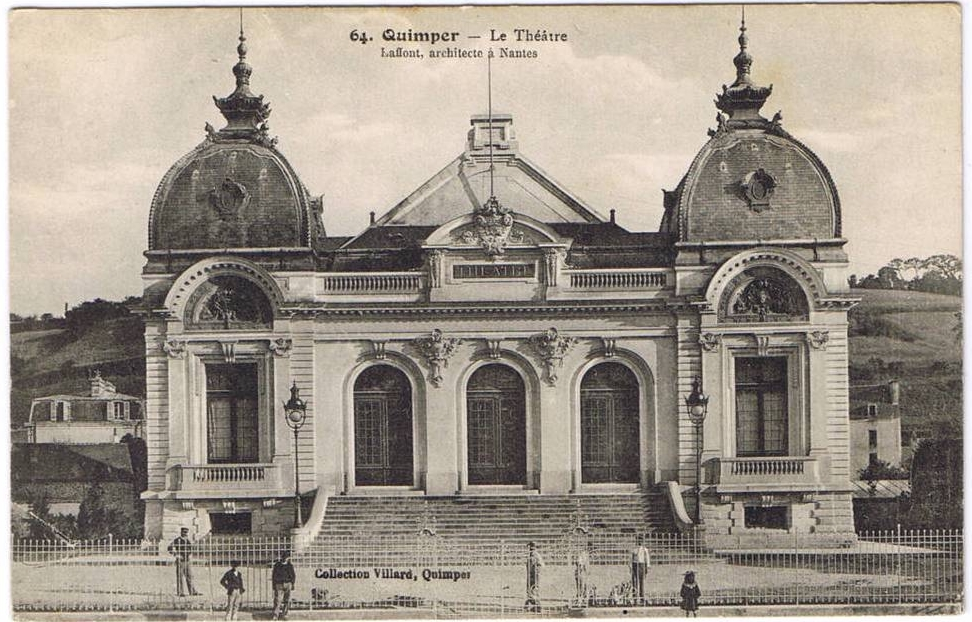
La façade en 1904.

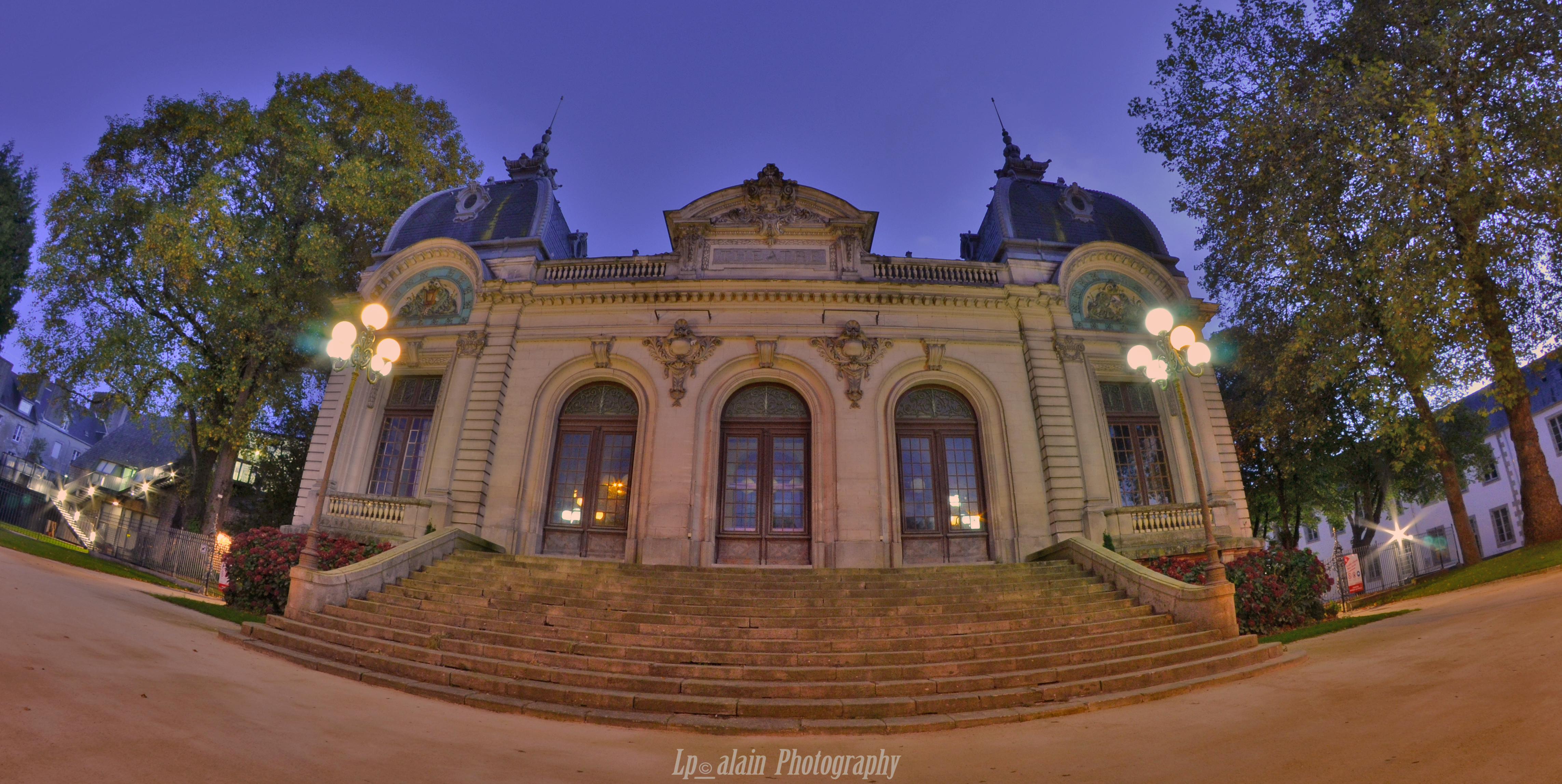
Le théâtre Max-Jacob en 2015.

En 1893, l'avocat Urbain Couchouren (1864-1893) lègue à la ville de Quimper une parcelle d'un hectare, située en bordure de la rive gauche de l'Odet, à la condition que ce terrain serve à la construction d'un hospice de vieillards. Pourtant la mairie s'engage dans le projet de construction d'un théâtre sur ce terrain, tout en affectant le bénéfice de la vente d'un immeuble faisant partie du legs et la somme de 80 000 francs de l'époque à la construction de l'hospice souhaité par Urbain Couchouren, mais sur un terrain proche de l'hospice civil. Ce non-respect du testament provoque un différend juridique aboutissant à des procès. Le Conseil d'État est saisi, et le président de la République Émile Loubet finit par signer un décret, le 20 août 1899, qui autorise la municipalité quimpéroise à mener à bien son projet. Ces péripéties sont la trame de la pièce de Max Jacob, Le Terrain  Bouchaballe, écrite vingt ans après les faits,.
C'est le projet de l'architecte nantais Georges Lafont qui est retenu, les sculptures de la façade étant confiées au statuaire nantais Émile Gaucher et le décor intérieur au parisien Adrien Karbowsky. Les travaux commencent au printemps 1902.
La salle est inaugurée en 1904, en deux temps. Une première inauguration est organisée le 11 février, devant une quarantaine de personnalités de la ville. Puis une grande soirée de gala a lieu le 19 février. Mireille, de Charles Gounod, et Le Baiser, de Théodore de Blainville, sont jouées devant une salle comble, et le théâtre semble satisfaire les quimpérois, bien que certains émettent un jugement négatif sur l'architecture du bâtiment.
En 1913, Sarah Bernhardt s'y produit dans l'Aiglon.
En 1997, le théâtre est rebaptisé « théâtre Max-Jacob ».

## Au cinéma
Le film chère inconnue de Moshé Mizrahi, sorti en 1980, présente des scènes tournées devant et dans le théâtre.